# Europejska Wspólnota Obronna

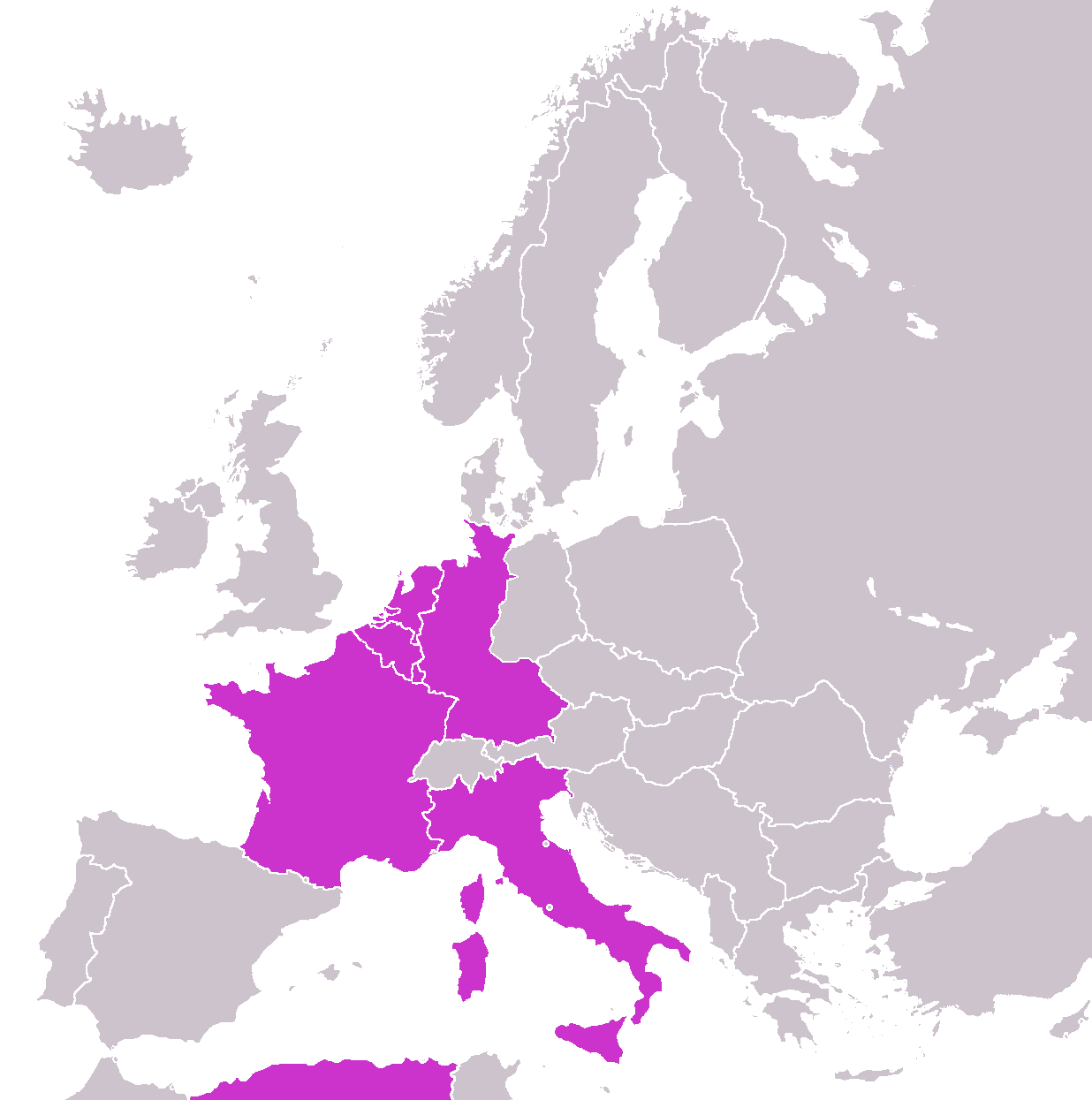
Państwa mające tworzyć EWO – Algieria była częścią składową Francji

Europejska Wspólnota Obronna, EWO – organizacja, której powstanie po raz pierwszy zaproponował premier IV Republiki Francuskiej, René Pleven, w swoim planie ogłoszonym 24 października 1950. Na mocy traktatu zawartego 27 maja 1952 w Paryżu tworzyć ją miały Belgia, Francja, Holandia, Luksemburg, RFN i Włochy.

## Traktat
Czynnikiem sprzyjającym integracji były amerykańskie dążenia do remilitaryzacji RFN, które w związku z rosnącą potęgą ZSRR po zakończeniu II wojny światowej obawiały się niekorzystnego rozwoju sytuacji w Europie. Również Wielka Brytania zdawała sobie sprawę z tego, iż Niemcy – mimo druzgocącej klęski – pozostały najpotężniejszym krajem europejskim, a Francja, obawiając się powrotu tradycyjnego niemieckiego militaryzmu, upatrywała jednakże we wzmocnionej RFN szansy na ożywienie własnej gospodarki.
Negocjacje rozpoczęły się 15 lutego 1951, a 27 maja 1952 w Paryżu członkowie Europejskiej Wspólnoty Węgla i Stali podpisali traktat powołujący do życia EWO. Planowana europejska armia miała sobie liczyć 40 narodowych dywizji, po 13 tys. jednakowo umundurowanych żołnierzy. Traktat zakładał utworzenie dziewięcioosobowego Komisariatu, Zgromadzenia Ministrów Obrony i Zgromadzenia Parlamentarnego. Europejska armia miała być znacznie większa niż na etapie projektu zakładali Francuzi, a do tego zgodnie z dążeniami tak zwanych federalistów (zwolenników „Europy regionów” i państwa europejskiego) artykuł 38. traktatu zapowiadał możliwość sprawowania nad nią demokratycznej kontroli przez wspólnoty europejskie. Co za tym idzie, w marcu 1953 w ramach EWWiS powstał projekt połączenia współpracy gospodarczej i integracji militarnej poprzez powołanie do życia Europejskiej Wspólnoty Politycznej. Traktat podpisany na okres 50 lat musiał być jeszcze ratyfikowany przez parlamenty narodowe państw sygnatariuszy.
Tymczasem w Rosji zmarł Józef Stalin, na Półwyspie Koreańskim podpisano rozejm kończący trwającą od 1950 wojnę. We Francji poparcie dla wspólnej armii zmalało, a niekorzystny układ sił politycznych (do głosu doszli przeciwnicy uzbrojenia Niemiec i pogłębiania integracji) sprawił, że 30 sierpnia 1954 postanowiono usunąć ratyfikację z porządku obrad Zgromadzenia Narodowego. Idea wspólnej polityki obronnej upadła.

## Konsekwencje
W wyniku fiaska starań zmierzających do powstania EWO bezcelowe stało się również powołanie Europejskiej Wspólnoty Politycznej. Nie tylko spowolniło to procesy integracyjne, ale powstały również obawy, że nierozwiązany „problem niemiecki” zagrozi bezpieczeństwu Europy. Dlatego też w październiku 1954 zdecydowano w Londynie o przyjęciu RFN do NATO. Kraje bloku wschodniego odpowiedziały powołaniem do życia Układu Warszawskiego.